# Der Knecht Jemeljan und die leere Trommel

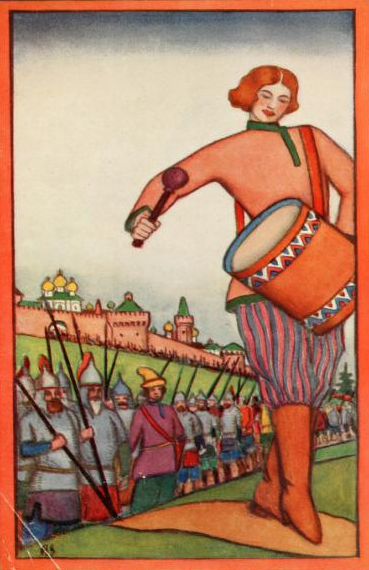
Illustration zu der Erzählung
Der Knecht Jemeljan und die leere Trommel.
Illustrator: Michael Sevier (1916)

Der Knecht Jemeljan und die leere Trommel, auch Der Knecht Jemeljan und die hohle Trommel (russisch Работник Емельян и пустой барабан, Rabotnik Jemeljan i pustoi baraban), ist eine Antikriegsgeschichte in Märchengestalt von Lew Tolstoi, die 1886 – als Bearbeitung von Dmitri Sadownikows 1884 in Sankt Petersburg publiziertem Samaraer Märchen Die leere Trommel – entstand und 1891 in Genf sowie 1899 in England erschien. Die russische Zensur erlaubte den Druck des antimilitaristischen Textes 1906 im Sankt Petersburger Buchverlag Posrednik. 1982 kam der Text im 4. Lesebuch des 10. Bandes Powesti und Erzählungen 1872–1886 in der 22-bändigen Tolstoi-Ausgabe im Verlag für Künstlerische Literatur in Moskau heraus.

## Inhalt
Der Bauer Jemeljan arbeitet als Knecht für einen anderen Bauern auf dem Felde. Da kommt eine Jungfrau des Wegs. Die Schöne erkundigt sich bei dem Junggesellen, warum er nicht heirate. Nachdem die Maid im Zwiegespräch alle Ausflüchte Jemeljans ziemlich energisch ausgeräumt hat, wird geheiratet. Das Paar zieht in das Häuschen der jungen Frau am Stadtrand. Der Statthalter reitet vorbei und begehrt das schöne Weib. Dieses ist aber mit seinem Bauern zufrieden.
Der Statthalter lässt nicht locker. Einige Untergebene müssen sich Arbeit für Jemeljan ausdenken, die ihn möglichst rasch umbringt. Dann hätte der hohe Herr die verwitwete Schönheit für sich. Jemeljan ist aber nicht totzukriegen. Spätestens, als sich die Diener die erste schier unlösbare Arbeit ausdenken, dämmert es dem Leser – Jemeljan hat eine gute Fee geehelicht. Zumindest kann sie zaubern. Auch die Lösung der allerletzten Aufgabe läuft auf Zauberei, hinter der die junge Frau steckt, hinaus.
Jemeljan soll nämlich irgendwoher irgendetwas holen. Raffiniert ausgedacht: Egal, was Jemeljan bringt – der Statthalter kann das Gebrachte jedenfalls als Nichterwünschtes zurückweisen, den Überbringer vereinbarungsgemäß köpfen lassen und hat die junge Witwe ganz für sich allein. Es kommt aber anders. Als Jemeljan dem Statthalter eine Trommel bringt und diese der falsche Gegenstand ist, kann der Statthalter triumphieren und nimmt Jemeljans Frau. Jemeljan meint – gut, wenn die Trommel nicht die Richtige ist, dann muss ich sie zerschlagen. Beim ersten Schlag Jemeljans kommen alle Soldaten des Statthalters und erwarten die Befehle des Trommlers. Jemeljan aber wirft die Trommel weg, nachdem er das Musikinstrument zerschlagen hat. Die Soldaten laufen auseinander. Der Statthalter gesteht die Niederlage ein und Jemeljan erhält seine Angetraute zurück. Das Ehepaar lebt in seinem Häuschen fortan unbehelligt im Glück.

## Deutschsprachige Ausgaben
- Der Knecht Jemeljan und die leere Trommel. Deutsch von Arthur Luther. S. 105–114 in: Gisela Drohla (Hrsg.): Leo N. Tolstoj. Sämtliche Erzählungen. Fünfter Band. Insel, Frankfurt am Main 1961 (2. Aufl. der Ausgabe in acht Bänden 1982, verwendete Ausgabe)